# Фридланд (замок)
Фридланд (нем. Schloss Friedland, чеш. Zámek Frýdlant) —  старинный замок в городе Фридлант в Йизерских горах в северной Чехии. Комплекс состоит из старого средневекового замка и ренессансной резиденции. Находится на массивной базальтовой скале на полуострове над рекой Смеда. Сооружение является одним из главных исторических памятников Чешской Республики.
Фридланд впервые был открыт для туристов ещё в 1801 году. Таким образом он стал его первым замком-музеем в Центральной Европе. Помимо обычных для дворцовых комплексов коллекций старинной мебели и картин, в экспозицию имеются коллекция оружия. В настоящее время комплекс принадлежит государству и открыт для посещения. Управлением занимается Национальный институт памятников.

## История

### Ранний период
Документальные свидетельства о существовании укрепления в данном месте относятся к первой половине XIII века. Однако по преданию, массивная башня под названием Индика стояла здесь ещё в 1014 году.

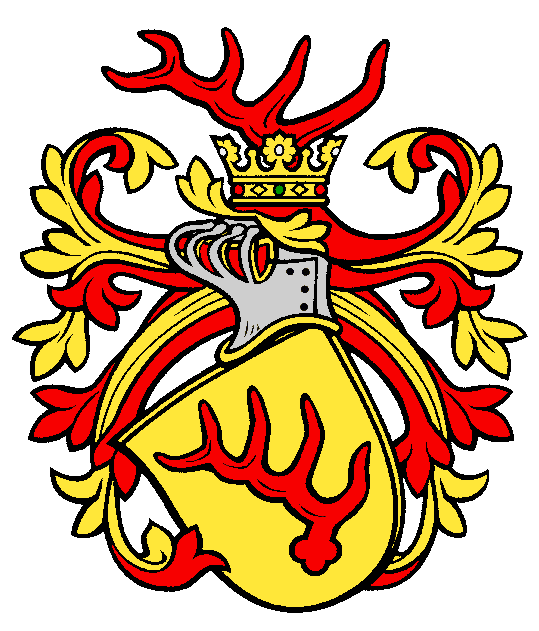
Герб рода Биберштайн

Следует иметь в виду, что в XIII веке Фридлант был отделён от остальной части Богемского королевства труднопроходимым лесом Йизерских гор. Однако поскольку здесь проходили важные торговые маршруты в Циттау и Гёрлиц, купцы были заинтересованы в укреплениях, которые могли бы обеспечить безопасность в этом районе. Окрестные земли принадлежали дворянам из рода фон Роновцев. Неизвестно, кто именно из представителей этой влиятельной семьи построил замок на скале над перекрестком двух дорог. Само название Фридланд впервые встречается в 1257 году. Речь идёт об укреплённом поселении, которые существуют не менее двух десятков лет. То есть крепость в данном месте была построена не позднее 1241 года. Одной из причин её возведения могла быть угроза вторжения монгольских орд в Чешские земли. По этой же причине были возведены и другие новые замки (например, Лемберк).
Первое письменное упоминание о замке Фридланд относится к 1278 году. В то время чешский король Пржемысл Отакар II вступил в конфликт с весьма могущественным, но не очень верным родом фон Ронов. Имение феодалов было захвачено и тут же продано за 800 гривен серебра рыцарю Рудольфу фон Биберштайну. Король надеялся, что в благодарность рыцарь со своими людьми поможет королю в предстоящей войне с Рудольфом Габсбургом. Замок Фридланд вскоре стал центром владений рода фон Биберштайн в Богемии. Семья осталась собственников обширных поместий почти триста лет. За это время и город, и окрестные деревни превратились в процветающий регион. Сам замок был расширен и модернизирован.
Ядром раннего замка была высокая круглая каменная башня — Бергфрид. Толщина её стен у основания достигала четырёх метров. С северо-западной стороны к ней примыкала укреплённая жилая резиденция.
Замок был не только крепостью, но и административным центром обширного феодального владения. Причём жители Фридланта пользовались особыми привилегиями. Сохранились документы о регламентации взаимоотношений горожан и владельцев земель в 1290 и 1306 годах. Сам город был окружен внешней стеной. В основном в нём проживали ремесленники и имелась даже собственная школа.
В XIV веке замок был значительно расширен и украшен новыми зданиями. Он должен был подчёркивать значение и престиж владельцев. Помимо поместья Фридлант, роду фон Биберштайн также принадлежали Хамрштайн (позже Либерец), Зорау в Нижней Лужице, а также Таухриц и Ландескроне в Верхней Лужице. Позже Биберштайны купили бранденбургские поместья Бесков и Сторков, а в 1385 году поместье Форст в Нижней Лужице. Это превратило род в одних из самых крупных землевладельцев северной Богемии.

### XV век

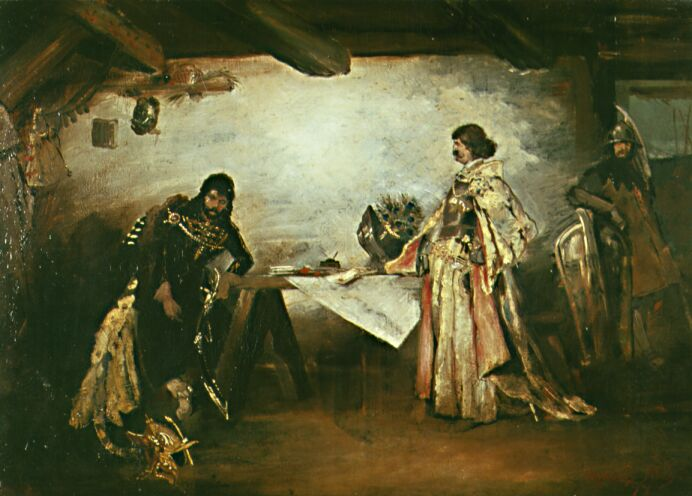
Йиржи из Подебрад и Матьяш I

В XV веках замок вновь был перестроен и расширен. Возвели новые фортификационные сооружения и башни. Замок был усилен и в XVI веке, когда развитие артиллерии потребовало строительства дополнительных бастионов.
Во время гуситских войн Биберштайны выступили против гуситов. Об этом свидетельствует как дипломатическая, так и военная деятельность. Поэтому гуситы несколько подступали к Фридланту. В  первый раз это произошло в 1427 году. А в ноябре 1428 года гуситы смогли захватить и сжечь Фридлант. То же самое случилось в 1430 и 1432 годах. Ещё через год город был сожжён лужицкими войсками. Однако судя по всему замок Фридланад так и не был захвачен во время этих конфликтов.
Позднее отряды Биберштейнов присоединились к лужицкой армии. Совместными усилиями 4 июня 1468 года они захватили и сожгли Турнов. Но позже эта армия потерпела тяжёлое поражение у того же города. В итоге братья Вацлав и Бедржих фон Биберштейн решили присягнуть королю Венгрии Матьяшу I в июне 1469 года. Они приняли участие в ряде военных походов против правителя Чехии Йиржи из Подебрада и отказались подчиниться Владиславу II Ягеллонскому. Тот даже выпустил в 1487 году грамоту, в которой объявлял о конфискации вотчин мятежных братьев. Однако, в конце концов, усадьба после ряда сражений осталась в руках рода фон Биберштейн.
В 1493 году вспыхнул конфликт уже среди самих представителей рода фон Биберштейн. Олдржих фон Биберштайн, проживавший во Фридланде, поссорился со своим племянником Матиашем, проживавшим в Хамрштайне. Поводом стал спор из-за имений Форст и Трибель. В конце концов род разделился на две ветви — Фридландскую и Форстскую.

### XVI веке

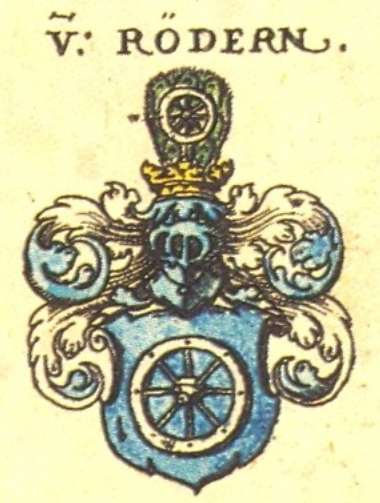
Герб рода Редерн

15 декабря 1551 года, не оставив потомства, скончался Криштоф фон Биберштейн. С его смертью пресёкся род Фридландской ветви. Чешская королевская палата отклонила требование ветви фон Форст на замли родни и объявила поместье с городом Фридлант «мёртвым феодальным владением».
В 1558 году с разрешения имперского совета Бедржих фон Редерн купил замок Фридлнад с прилегающими землями за 40 тысяч иоахимсталеров. Хотя семья фон Редерн владела поместьем менее 70 лет, этот период ознаменовался значительным экономическим бумом для всего региона и города Фридлант. Представители рода фон Редерн оказались весьма предприимчивыми людьми. Одновременно они были способными воинами и тонкими ценителями искусства. Собственники всемерно поддерживали развитие бизнеса в своих землях (особенно ткачества, производства стекла и добычи полезных ископаемых). Растущие доходы позволили роду фон Редерн вести обширные строительные работы в замке Фридланд.
После смерти Бедржиха в 1564 году ему наследовали сыновья Ян Иржи, Себастьян, Фабиан, Криштоф и Мельхиор. После смерти четырёх братьев (последним из них умер 3 сентября 1591 года Криштоф) единственным собственником остался Мельхиор фон Редерн. Ещё ранее в 1582 году он и его супруга Катарина стали инициаторами масштабной реконструкцию замка. Они решили возвести новую дворцовую резиденцию в стиле Ренессансной архитектуры. Проект подготовил итальянский архитектор Марк Антонио де Ланцио. На месте прежней готической резиденции он построил новое здание (так называемый «Верхним замком»). Интерьеры были обильно украшены лепниной. Фасады теперь утратили связь с крепостью и представляли из себя вариант роскошного дворца, богато декорированного стукко.
Дальнейшие изменения произошли в 1598–1602 годах. Напротив входа в Верхний замок была построена часовня, посвященную св. Анне. Из обоих замков в неё можно было попасть по крытым коридором. В оформлении капеллы принимали участие художники Амброзиус Фрич и Бартоломеус Спрангер. В ось фасада нового замкового здания была встроена восьмиугольная лестничная башня, а само здание было украшено богатым фигурным декором сграффито. Серьёзным минусом всех этих изменений оказалось резкое снижение оборонительных возможностей комплекса.

### XVII век

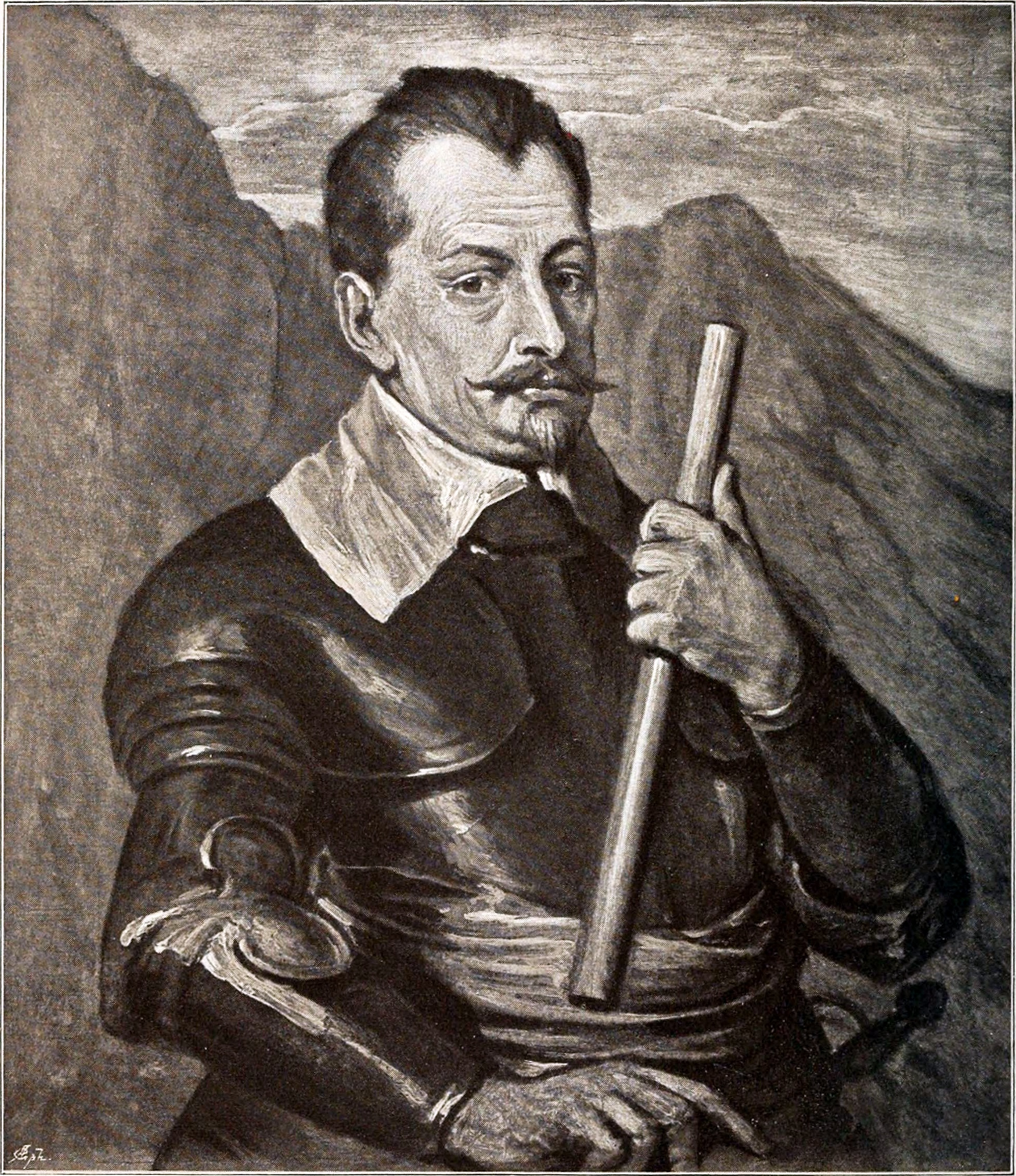
Альбрехт фон Валленштайн

После смерти Мельхиора в 1600 году управление всей собственностью взяла в свои руки его супруга Катарина фон Редерн. Она оставалась во главе семьи до совершеннолетия своего сына Кристофа. Всё это время поместье оставалось процветающим. Доходы позволили хозяйке построить великолепную семейную усыпальницу в приходской церкви города Фридлант и перестроить замок Райхенберг.
В 1611 году управление имуществом взял на себя Кристоф фон Редерн. Через семь лет, в 1618 году, случилась трагедия. 10 июня Кристоф убил во ходе конфликта друга детства и родственника Альбина Шлика из влиятельного рода фон Шлик. Причина ссоры неизвестна. Наиболее вероятной считается вспыльчивый нрав Кристофа. Но ещё более драматические последствия для рода фон Редерн имела вторая дефенестрация в Праге, случившаяся 23 мая того же года, после которой началось масштабное Восстание чешских сословий, ставшее прологом Тридцатилетней войны. Кристоф принял в нём деятельное участие на стороне протестантов вместе со своим дядей Йоахимом Андреасом фон Шликом.

Герб Альбрехта фон Валленштайна

Не очень понятно, принимал ли юный фон Редерн личное участие в битве у Белой Горы. Зато достоверно известно, что после поражения восставших он укрылся со своим дядей в замке Фридланд. Йоахим Андреас фон Шлик в марте 1621 года оказался арестован прямо в замке саксонским отрядом и передан в руки имперских властей. В конце концов его казнили на Староместской площади. Он стал первым из 27 чешских дворян, кто оказался обезглавлен. Согласно императорскому решению, принятому в апреле того же года, все мятежники должны были предстать перед имперским судом. В противном случае им грозила утрата титулов, собственности и даже смертная казнь. Однако Кристоф не сделал этого и предпочёл укрыться в своём имении у города Завидув в Саксонского курфюршества. В результате по решению имперских властей уже в июне 1622 года замки Фридланд и Райхенберг были проданы знаменитому предводителю католической армии Альбрехту фон Валленштайну.
Полководец и генералиссимус Альбрехт фон Валленштейн является самым известным из владельцев замка. Он стал добиваться права приобрести роскошный комплекс в собственность еще в марте 1621 года. Для надёжности он разместил в замке гарнизон, заручившись согласием графа Карла фон Лихтенштайна. Впоследствии полководец потребовал передать замок себе в качестве залога, так как император Фердинанд II задолжал ему крупные суммы. В конце концов в 1621 году Альбрехт фон Валленштейн добился права стать полноправным собственником замка Фридланд и прилегающего поместья (а также замка Райхенберг). С той поры прибавил к своему титулу имя «фон Фридланд». В его распоряжении оказались не руины м пепелища, а прекрасный дворцово-замковый комплекс и богатые процветающие имения, имевшие выгодное расположение.
Альбрет фон Валленштайн на этом не успокоился. Он стал инициатором создания Фридландского Герцогства. Правда, столицей хотел сделать не Фридлант, а Йичин (Йитшин). Новоявленный герцог не раз останавливался в замке Фридланд в период с 1627 по 1630 год. Он не стал проводить никакой реконструкции, но решил усилить его оборонительные возможности: ворота были оббиты железным листом, углублен замковый ров и улучшенное водоснабжение.
Правление такого могущественного человека как Альбрехт фон Валленштейн продлило период процветания окружающих земель. В то время как соседние территории оказались разорены непрекращающимися сражениями Тридцатилетней войны, Фридлант оказался избавлен от тягот войны и даже получил прозвище Terra felix («Счастливая страна»). Однако, Валленштайн допустил роковую ошибку, когда желая заполучить для себя чешскую корону вступил в переговоры со шведами и другими противниками Габсбургов из лагеря протестантов. У генералиссимуса и без того хватало врагов и завистников. В итоге был составлен заговор (возможно при соучастии Габсбургов) и 25 февраля 1634 года Валленштайн был убит в городе Хеб (Эгер).

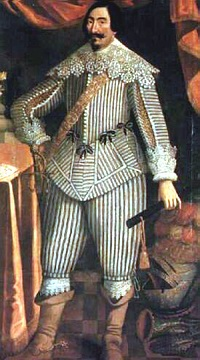
Матиас Галлас

Одним из заговорщиков, принявших участие в расправе над Валленштейном, стал его генерал граф Матиас Галлас, один из самых способных военачальников той эпохи. В награду за свой поступок он получил от императора замок Фридланд (а также другую собственность) и был назначен новым главнокомандующим имперской армией. Таким образом, Галласы, изначально бедный род из Штирии, превратилась в одну из самых богатых и влиятельных семей государства Габсбургов.
Однако, с новым владельцем в «счастливая стране» начались серьёзные проблемы. Многие мечтали заполучить контроль над богатыми землями, которые к тому же располагались в стратегически важном месте на пути из Циттау в Силезию. Сначала город Фридлант в 1631 году захватили саксонцы. А в 1634-м он оказался в руках шведского короля. С некоторым перерывами шведский гарнизон находился в замке Фридланд до 1849 года. Разумеется активные боевые действия удручающе отразились на некогда роскошной резиденции. Там не раз после очередного перехода из рук в руки производился ремонт. Но исключительно с целью усиления фортификационных сооружений комплекса. Шведы внесли наибольший вклад в его обороноспособность, построив к 1647 году массивный барбакан перед главными воротами и пятиугольные бастионы, называемыми «Острые углы», а также модернизировав замковый ров. Командир гарнизона Бенджамина Магнус Нортманн велел выбить на одной из стен надпись на латыни: «Pax bello potior, sequar trahentiafata» («Мир сильнее войны, я пойду туда, куда ведёт меня судьба»).
Сам Матиас Галлас в замке бывал очень редко, зато при любой возможности старался выжать с поместья максимальный доход. Всё это приводило земли к ещё большему упадку, а жителей к разорению. В апреле 1647 года Галлас умер. После него остались двое малолетних сыновей: Франц Фердинанд и Антон Панкрац. До их совершеннолетия поместьем управляли их родственники. имением. Франц Фердинанд фон Галлас стал полноправным владельцем замка в 1674 году. Его земли пребывали в запустении. Тысячи крестьян бежали из этих мест не только из-за войны, но и по причине начавшейся Контрреформации. Франц Фердинанд не придумал ничего умнее, чем увеличить налоги и крестьянские повинности. Но это вызвало восстание низших сословий. В 1679 мятеж возглавил кузнец по имени Андреас Штельциг. Бунт затянулся на долгие годы. Лишь в 1687 году, после того как Штельциг был схвачен и заключён в подземелье замка, мятежников удалось одолеть и воцарилось спокойствие.

### XVIII век

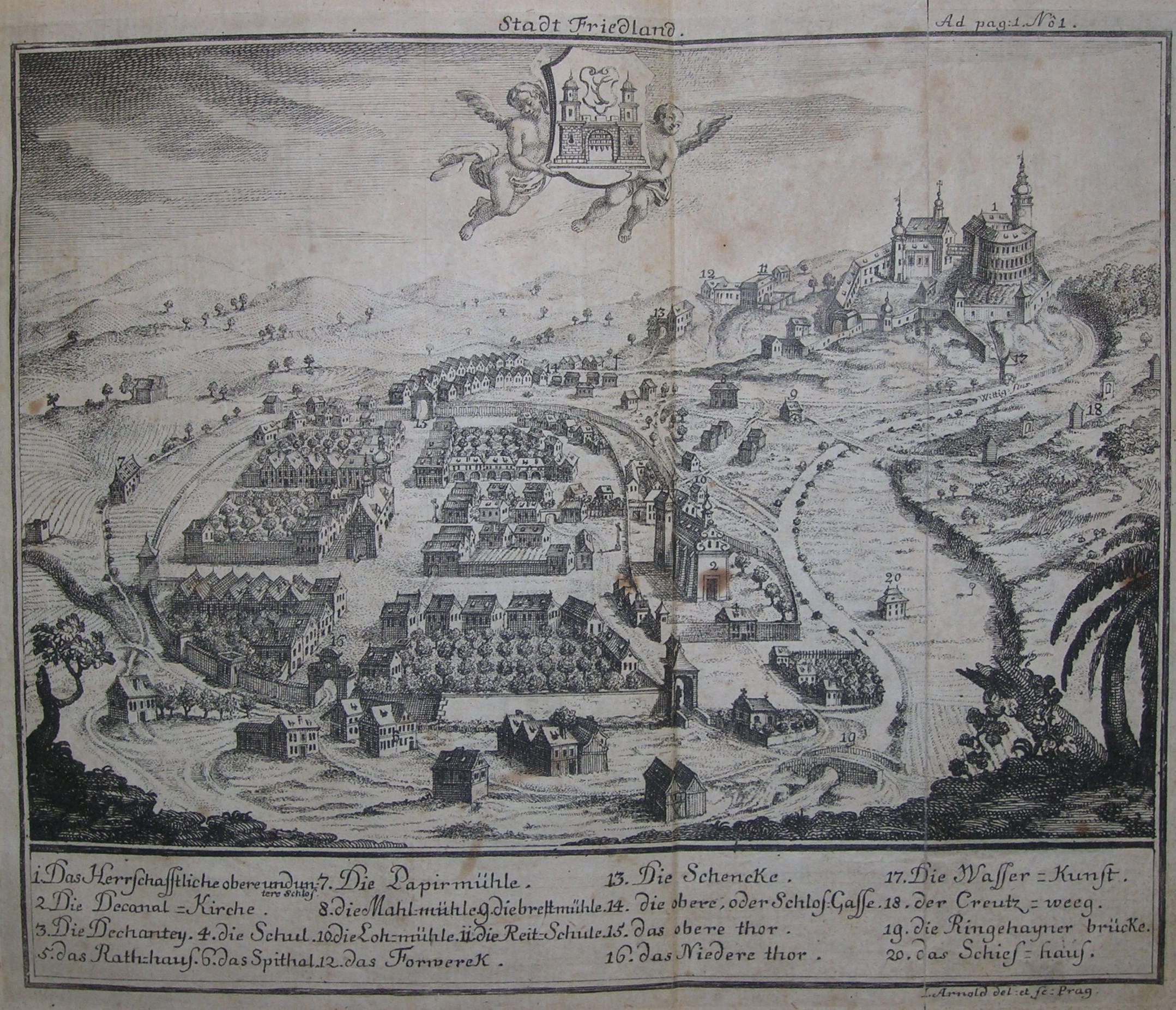
Замок на рисунке 1763 года

Самым известным из рода фон Галлас можно считать Йоханна Венцеля фон Галласа, сына Франца Фердинанда. Он сделал блестящую карьеру при дворе императора и занимал важные государственные должности. В частности, был главой дипломатических миссий в Лондоне, Гааге и Риме. В 1719 году она даже умудрился стать вице-королём Неаполитанского королевства. Правда, всего через три дня после этого знаменательного события Йоханн Венцель фон Галлас скоропостижно скончался. Однако до того ему удалось прибавить к семейной собственности поместье и замок Грабштайн.
Очередного роста родовых владений добился граф Филип Йозеф фон Галлас, сын Йоханна Венцеля. Он купил поместье Лемберк и другие земли в Восточной Чехии. Во время войны за Австрийское наследство замок оказался занят на некоторое время вражескими войсками, но почти не пострадал. Тяжелее на комплексе отразились боевые действия времён Семилетней войны. Имение оказалось разорено. в 1757 году Филип Йозеф фон Галлас умер, не оставив потомков мужского пола. Род Галласов таким образом пресёкся. Управление оставшейся собственностью взяла в свои руки вдова усопшего — графиня Мария Анна, урождённая Мария Анна фон Колонна-Фельс. Ей предстояло определиться с дальнейшей судьбой обширных владений.

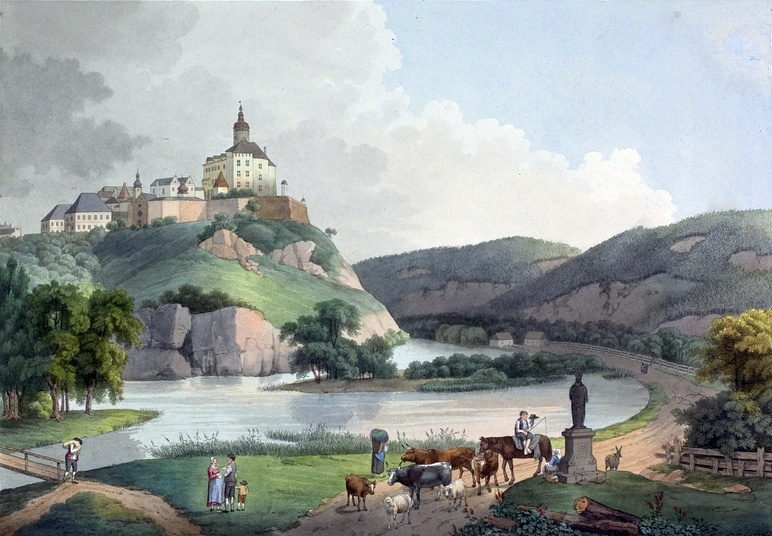
Замок на картине 1798 года

Из-за постоянной нехватки средств фон Галласы не имели возможности отреставрировать всю резиденцию. Ремонт проводился поэтапно. При этом Йозеф фон Галлас из-за работы на дипломатическом поприще многие годы проживал за пределами Чехии, а оказавшись на родине предпочитал проводить время в Праге. Поэтому он вложил крупные суммы в строительство дворца в  Праге. Но кое-что во Фридланде удалось привести в порядок. Под руководством архитектора Маркантонио Каневалле была проведена успешная реконструкция части помещений резиденции. В частности был отреставрирован так называемый Рыцарский зал.
Графиня Мария Анна фон Галлас скончалась через два года после своего мужа. Согласно её завещанию все поместья перешли в собственность её племянника Кристиану Филипу из рода фон Клам. C этого момента он стал именоваться фон Клам-Галлас. Этот человек был большим любителем искусства и меценатом. Он стал основателем сада в Праге, который получил его имя. Молодой композитор Людвиг ван Бетховен нередко бывал в пражском дворце Кристиана Филипа. В районе Фридланда в 1775 году вспыхнул мятеж, который был вызван тяжёлым положением крестьян. Это заставило Кристиана Филипа фон Клам-Галласа облегчить положение своих подданных. Пытаясь увеличить доходы он основал курорт Лажне Либверда, вскоре ставши популярным местом отдыха у европейской знати.
После смерти Кристиана Филипа фон Клам-Галласа новым владельцем замка стал его сын Кристиан Кристоф Клам-Галлас. Он продолжил дело своего отца, покровительствуя музыкантам и художникам. Граф даже стал председателем Общества патриотических друзей искусства. Людвиг ван Бетховен посвятил его супруге Жозефине, урожденной Клэри-Алдринген, которая славилась как прекрасная исполнительница песен, два своих вокальных произведения.

### XIX век

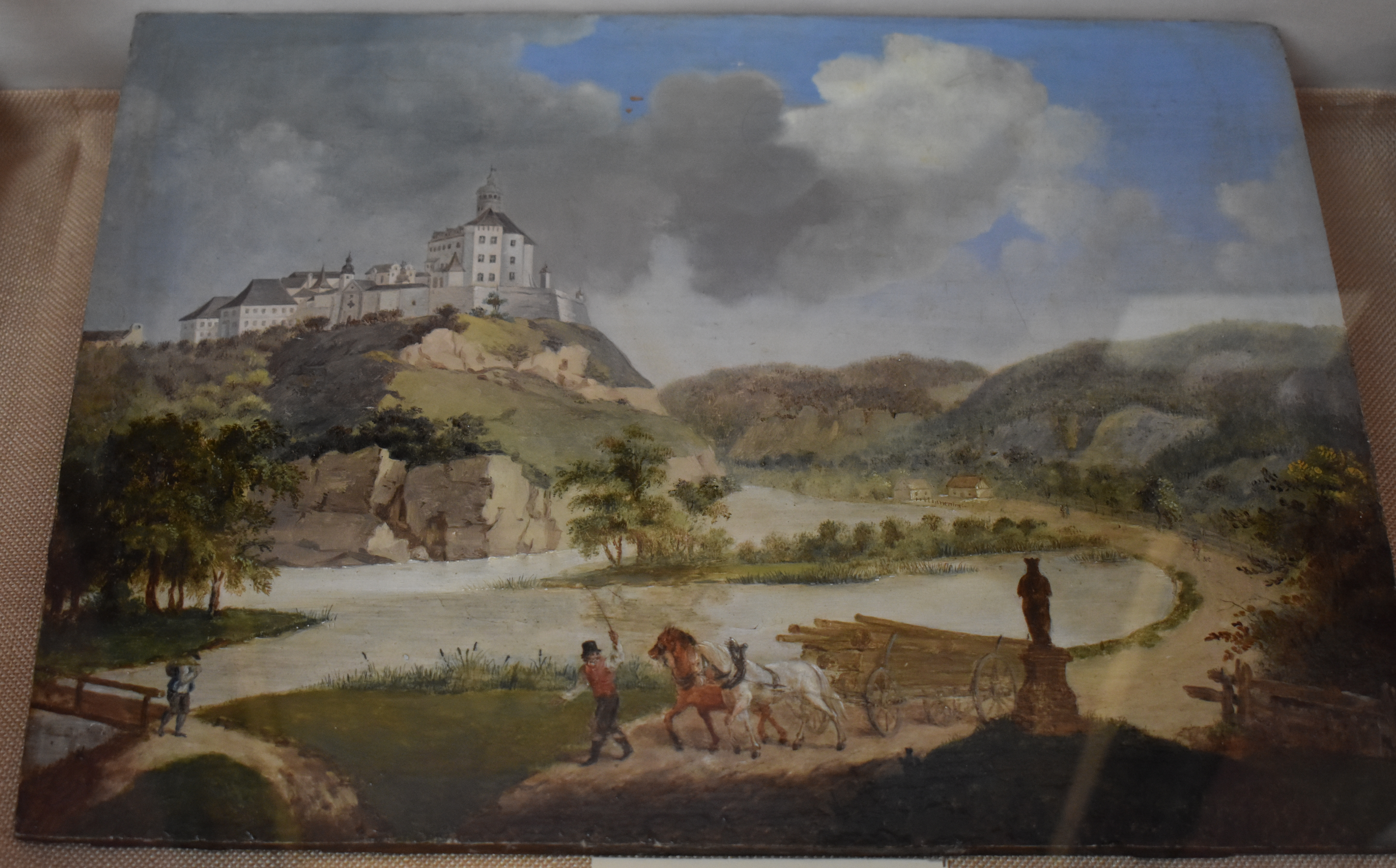
Замок на картине XIX века

Наследник рода, Эдуард Клам-Галлас, в 18 лет отправился служить в армию. Он сделал быструю карьеру, дослужился до чина австрийского генерала и стал кавалером ордена Золотого руна. Однако славный путь уважаемого полководца оборвался в 1866 года после поражения в Битве при Садове. Армейский корпус, которым командовал генерал, не устоял против напора атакующей прусской пехоты и обратился в бегство. В последовавшей битве при Гичине австрийцы потерепели сокрушительное поражение. Виновником в Вене объявили Эдуарда Клам-Галласа и отдали его под суд. Впрочем генерал был оправдан, но ушёл в отставку и в последующем вёл тихую жизнь в родовых владениях. Его преемником стал сын Франц Клам-Галлас. Он не оставил потомства и стал последним представителем своего рода по мужской линии.
Период владения Фридландом рода Клам-Галлас стала яркой страницей в истории замка. В середине XVIII века построили новый роскошный флигель и отремонтировали фасады резиденции. В 1779 году в замке побывал император Иосиф II, что считалось особой честью. Замковые коллекции в последующие годы существенным образом пополнились. Многие помещения теперь были заняты собраниями картин, оружия, старинной мебели и книг. Причём коллекции постоянно росли. Постепенно они заполнили весь замок. В 1801 году Фридланд он был открыт для широкой публики. Замок стал первый подобным музеем в Центральной Европе. В 1842 году известный историк Франтишек Палацкий и литератор Карел Яромир Эрбен были приглашены в замок для систематизации огромного архива с документами. В 1867-1869 годах была очередная реконструкция комплекса в духе историзма. Несколько позднее венский архитектор Венцель Хек построил около Нижнего замка двухэтажный флигель, а на пятиугольных бастионах появились бартазаны (крытая угловая башенка).

### XX век

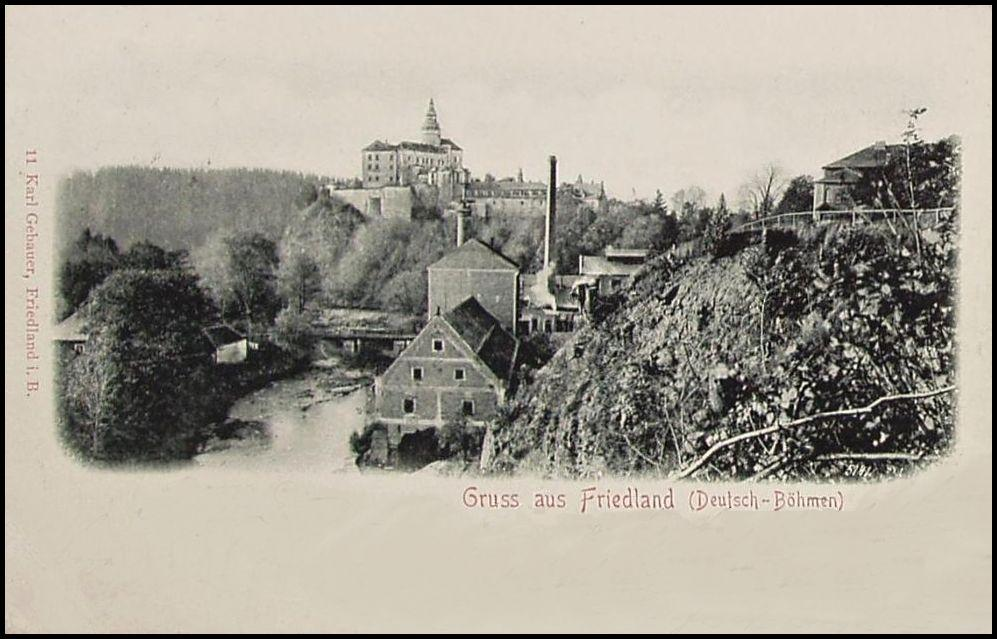
Фридланд на фотографии начала XX века

Представители рода Клам-Галлас сохранили владения в независимой Чехословакии после распада Австро-Венгрии в 1918 году. Они проживали в замке до 1945 года. После завершения Второй мировой войны Фридланд был конфискован по распоряжению президента республики и национализирован.
Власти Чехословацкии отреставрировали комплекс и превратили его в музей. С 1960-х годов замок стал одной из самых популярных туристических достопримечательностей страны.
С 1995 года в замке начался очередной этап реставрационных работ, которые должны были вернуть памятнику его первозданный облик. Были отремонтированы крыши и восстановлены оригинальные интерьеры.
По мнению двух немецких исследователей, Эриха Стенца и Георга Медерера, в одном из потайных помещений замка была спрятана знаменитая Янтарная комната. Но её поиски не увенчались успехом.

## В массовой культуре
На фоне замка и его интерьерах не раз проходили съёмки художественных фильмов:
- 2019. Rumplcimprcampr.
- 2021. «Как не жениться на принцессе[чеш.]»

## Галерея

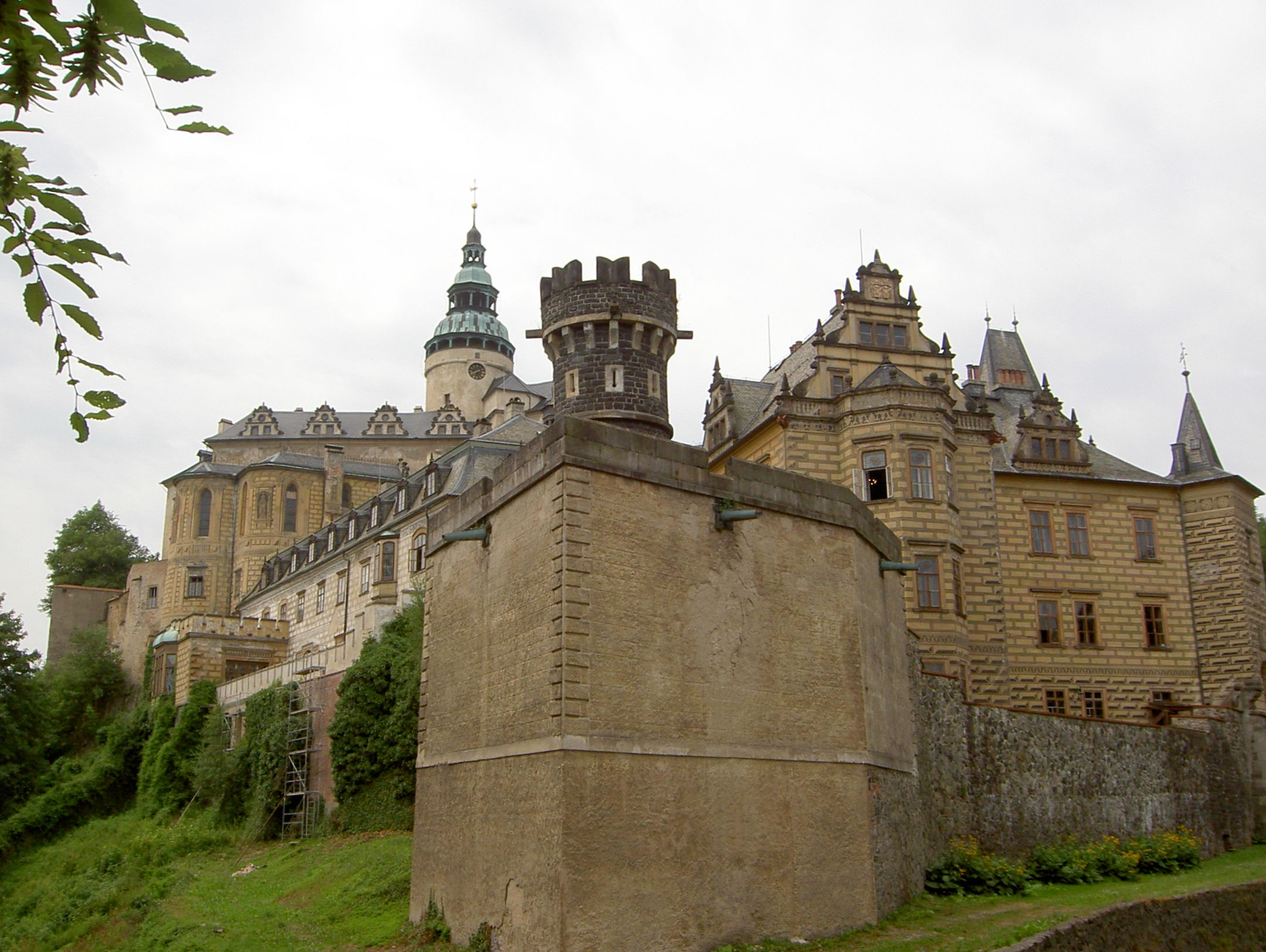
Угловой бастион с северо-восточной стороны комплекса
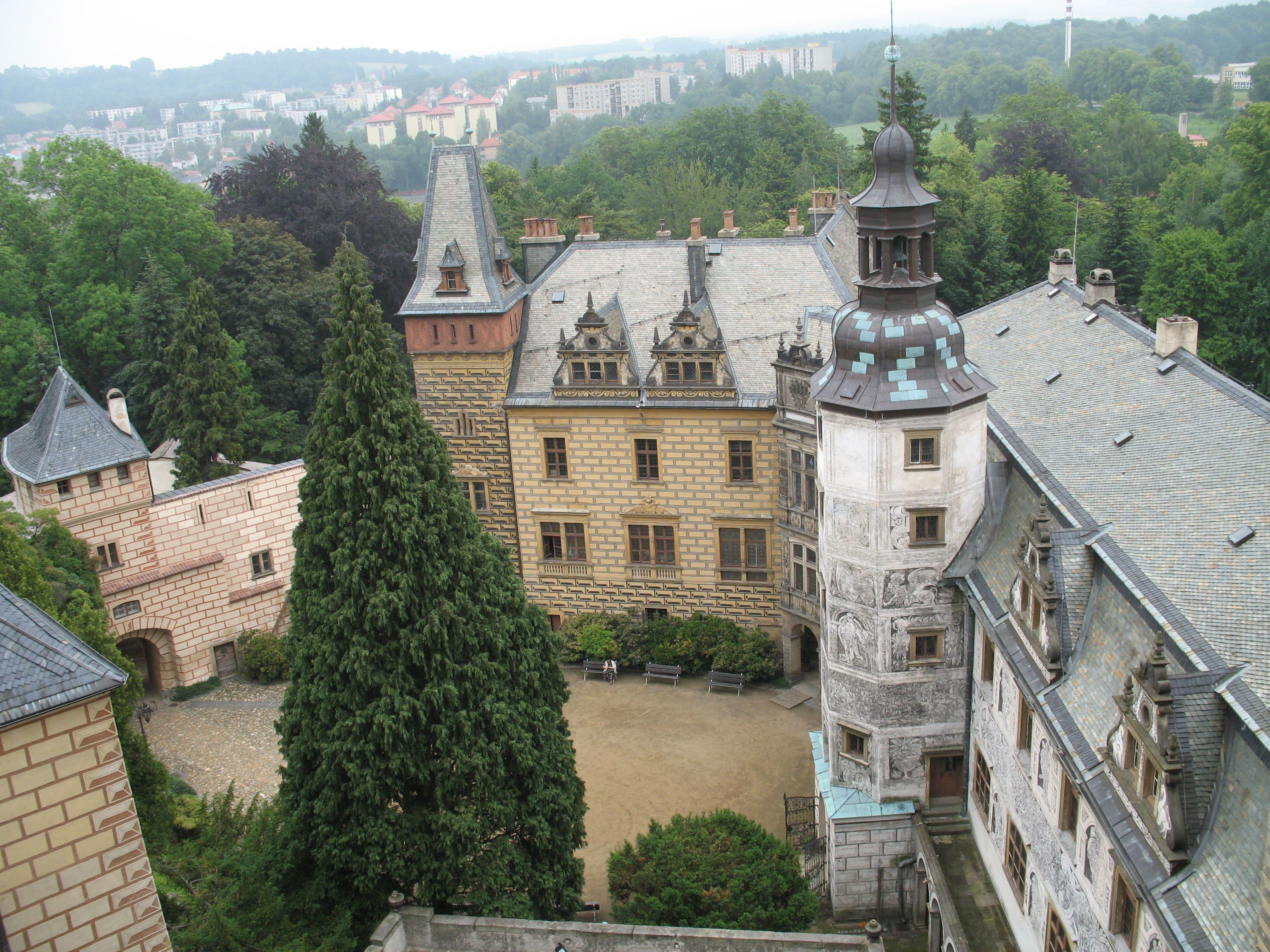
Замковый двор
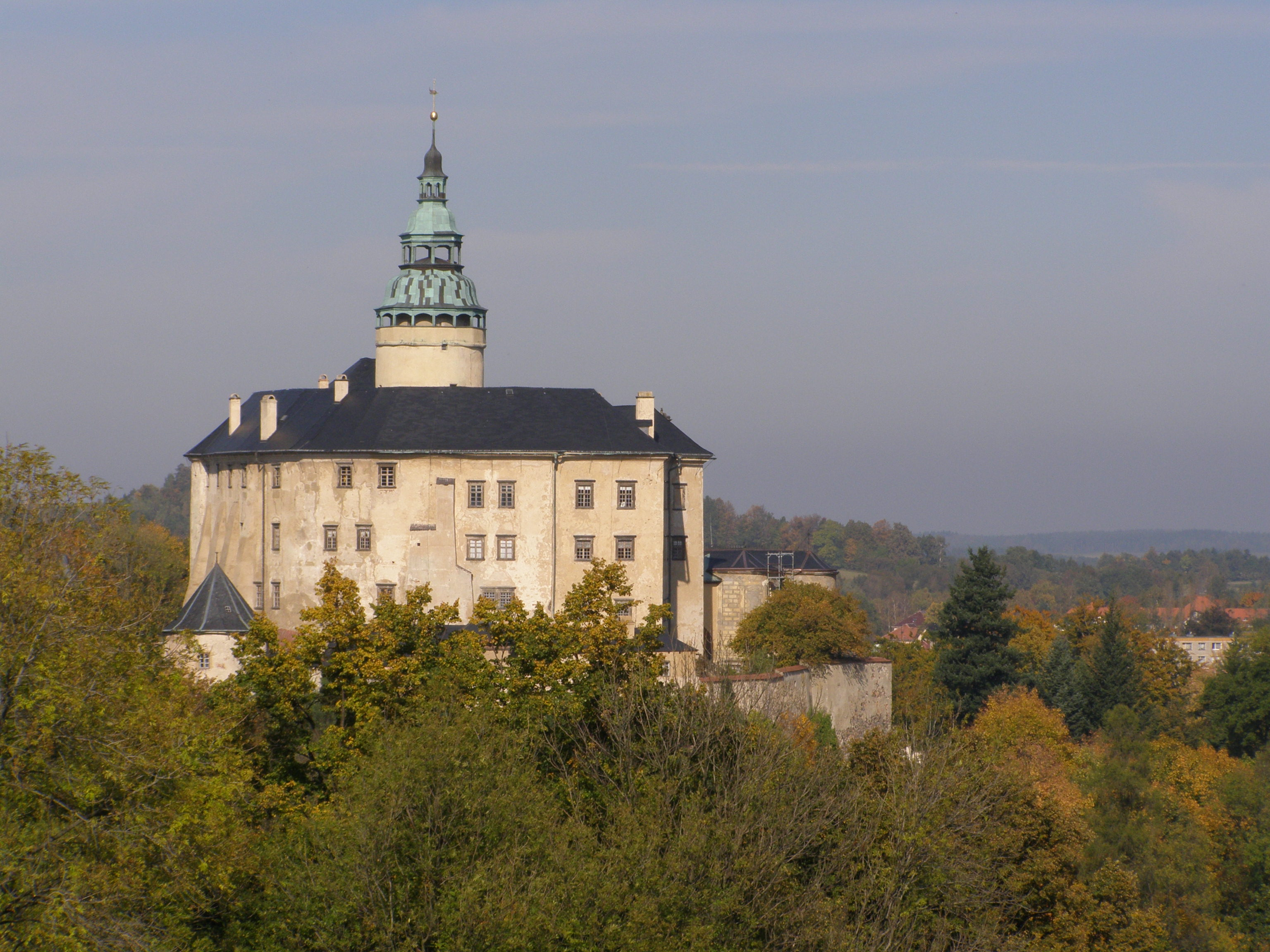
Вид замка с юга
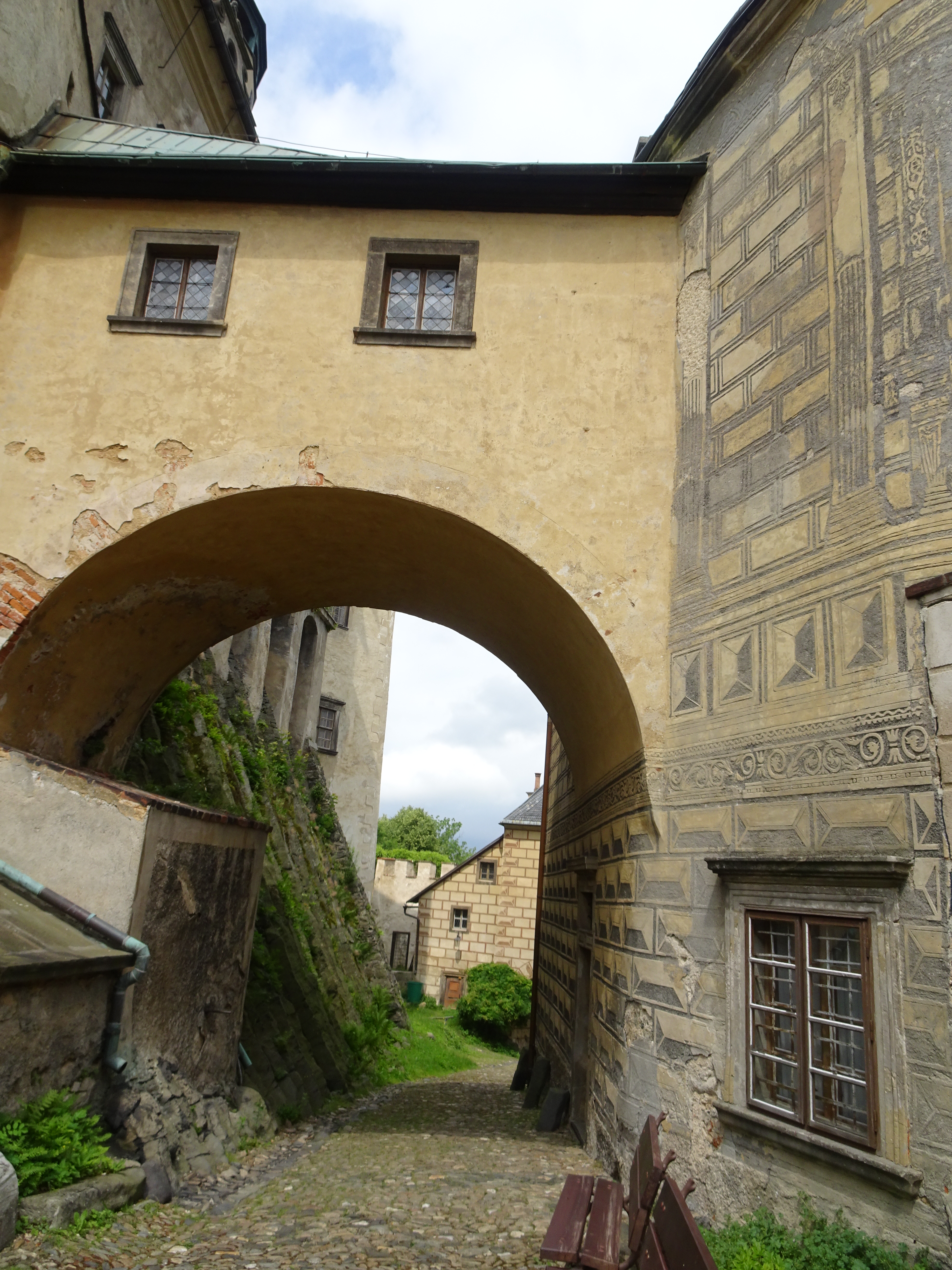
Ворота, ведущие во внутренний двор
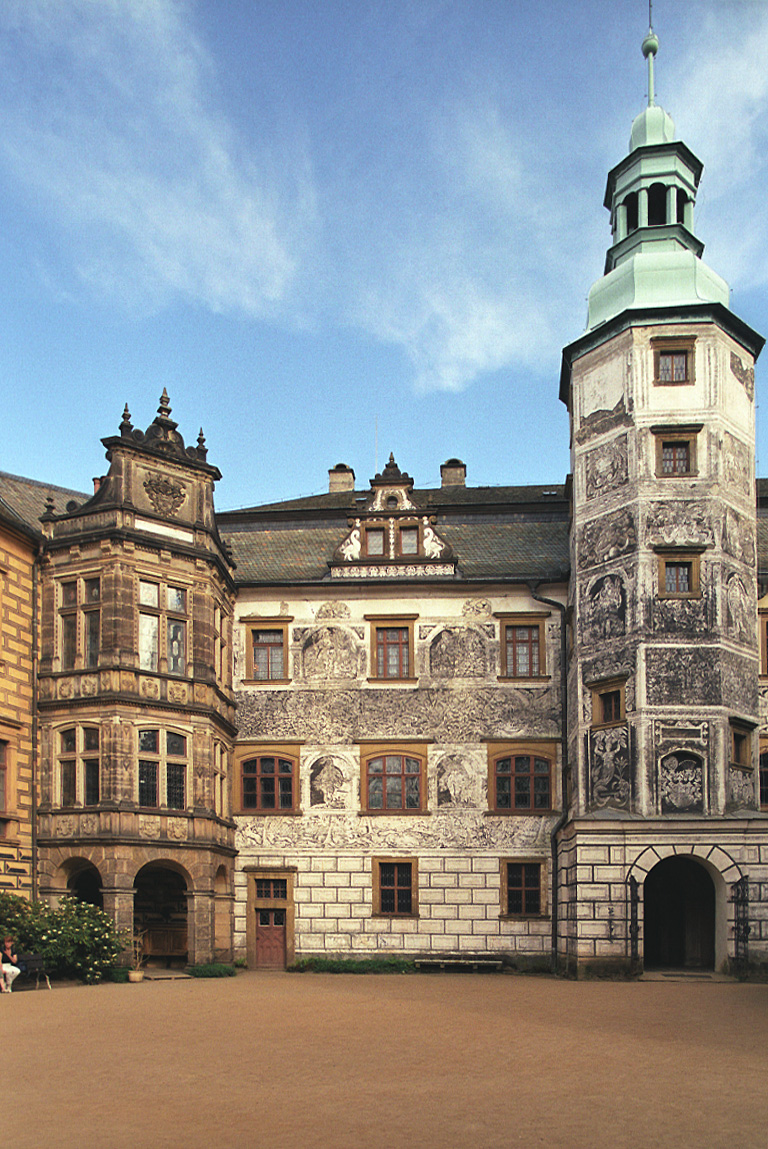
Фасады комплекса с внутренней стороны